# Pozsony (komitat)
Pozsony var et historisk, administrativt amt (komitat) i Kongedømmet Ungarn. Dets territorium dækkede over det i dag vestlige Slovakiet. 
Dets navn skiftede sammen med byen Pozsony, i dag Bratislava. Dets navn omkring år 1900 var Pozsony vármegye på ungarsk, Prešpurská župa på slovakisk og Preßburger Gespanschaft på tysk. 
48°09′N 17°07′Ø / 48.15°N 17.12°Ø